# 魏允孚
魏允孚（1548年—？），字懋誠，號雲門，直隸大名府南樂縣人，民籍，明朝政治人物，官至刑部郎中。

## 生平
萬曆元年（1573年）癸酉科順天府鄉試第三十八名，萬曆二年（1574年），登會試第二百四十八名，第三甲第十三名進士。官至刑部郎中，卒於任，年僅三十餘。

## 家族
曾祖父魏泰；祖父魏經；父魏怡（1507年-1602年），字仲和，號節斋，历任青州府、巩昌府通判。母楊氏；前母王氏。严侍下。兄魏允貞、魏允中。與兄魏允贞、魏允中皆中進士，时称“南樂三魏”。